# نیدرزاین
نیدرزاین (به آلمانی: Niedersayn) یک شهر در آلمان است که در وستروالدکرایس واقع شده‌است. نیدرزاین ۲۲۲ نفر جمعیت دارد.